# Ephialtes manifestator
Ephialtes manifestator là một loài tò vò trong họ Ichneumonidae.